# Kanton Pau-3
 Pau-3 is een kanton van het Franse departement Pyrénées-Atlantiques. Het kanton maakt deel uit van het arrondissement  Pau.  

 Het telt 20.477 inwoners in 2018.

Het kanton  werd gevormd ingevolge het decreet van 25  februari 2014 met uitwerking op 22 maart 2015 met Pau als hoofdplaats.

## Gemeenten
Het kanton Pau-3 omvat volgende gemeenten :
- Bizanos
- Mazères-Lezons
- Pau (deel: zuidzijde)